# Janisławice (Sośnie)
Janisławice (deutsch Johannisdorf) ist eine Ortschaft mit einem Schulzenamt der Landgemeinde Sośnie im Powiat Ostrowski der Woiwodschaft Großpolen in Polen.

## Geschichte

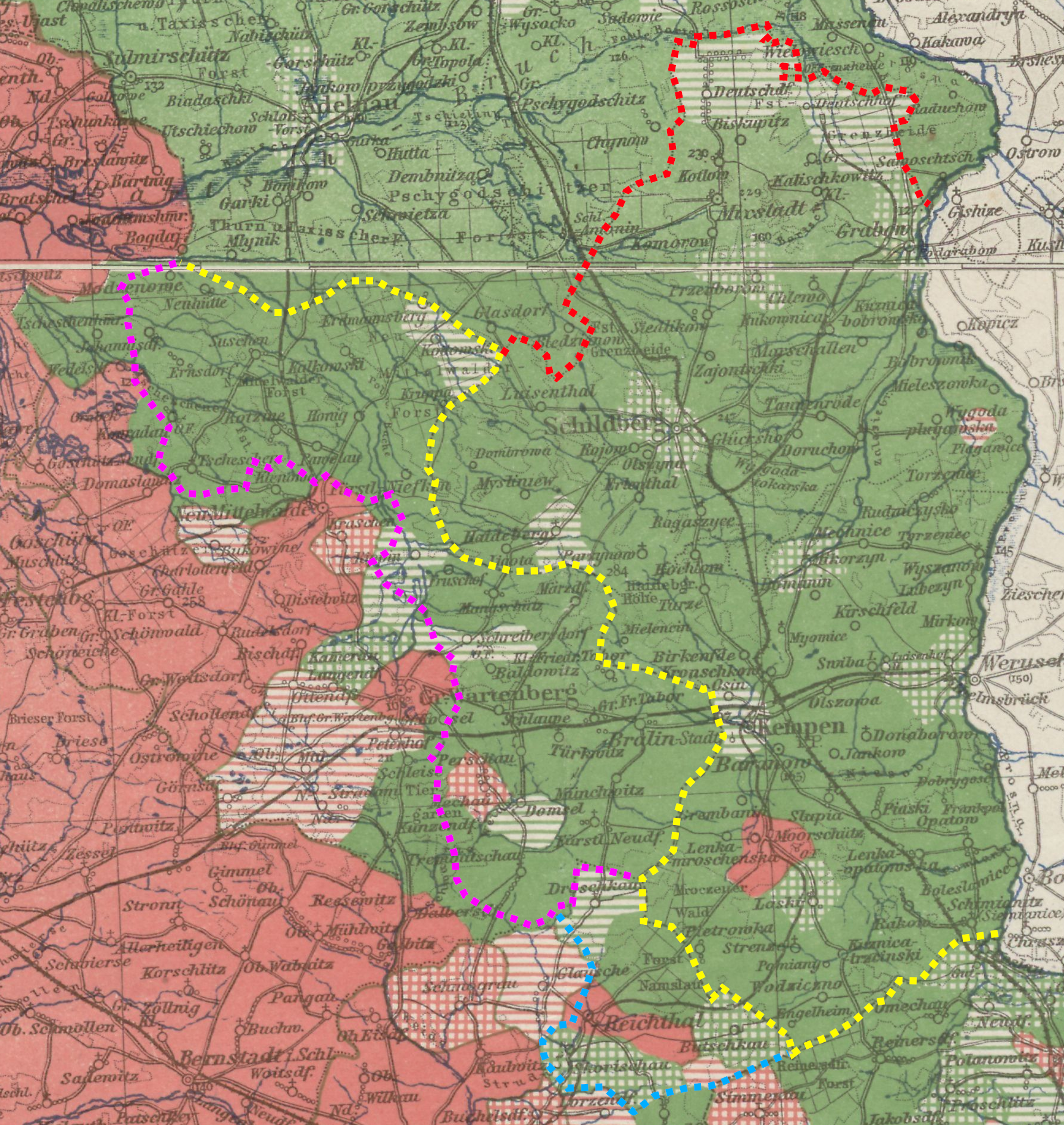
Sprachkarte aus dem Jahr 1910: Gelbe gestrichelte Linie: schlesisch-großpolnische Grenze, rosarote gestrichelte Linie: neue Grenze aus dem Jahr 1920

Im Zweiten Weltkrieg wurden 4 Ortschaften administrativ verschmolzen: das zwischen 1600 und 1800 erstmals erwähnte Janisławice (Johannisdorf), Czesławice (Friederikenau), Jarnostaw (Ernsdorf) und das jüngste Starża (Starsen). Das im Jahr 1845 als Johannisdorf, Jankowice erwähnte Dorf gehörte früher zum Domstift ad St. Johannem in Breslau, nach dem es wahrscheinlich benannt wurde.
Johannisdorf gehörte von 1818 bis 1920 dem schlesischen Landkreis Groß Wartenberg an. Mit dem überwiegend polnischsprachigen Ostteil des Landkreises wurde Janisławice zum 10. Januar 1920 infolge des Versailler Vertrags vom Deutschen Reich an das wiedergegründete Polen abgetreten. Seitdem ist Janisławice mit der Woiwodschaft Posen bzw. Großpolen verbunden, zunächst im Powiat Odolanowski, ab 1932 im Powiat Ostrowski.
Im Jahr 1921 gab es in der Gemeinde Janisławice mit dem Ortsteil Jarnostów im Powiat Odolanów 40 Häuser mit 212 Einwohnern, 200 hielten sich für polnischer und 22 für deutscher Nationalität, 196 waren römisch-katholisch und 16 evangelisch. Die Gemeinde Czesławice mit der Siedlung Starza hatte 83 Häuser mit 284 Einwohnern, 152 Deutschen und 132 Polen.
Beim Überfall auf Polen 1939 wurde das Gebiet von den Deutschen besetzt und dem Landkreis Ostrowo im Reichsgau Wartheland zugeordnet.
Von 1975 bis 1998 gehörte Janisławice zur Woiwodschaft Kalisz.